# Prescripción y descripción
Prescripción y descripción son dos enfoques posibles en la redacción de una gramática. El enfoque prescriptivo pretende favorecer una variedad lingüística estandarizada, juzgada como mejor para cierto propósito formal. Por su parte, el enfoque descriptivo o científico pretende recoger las formas existentes y descubrir reglas y contextos de usos con fines teóricos sin tratar de juzgar de determinada forma, como mejor y peor.

## Enfoque prescriptivo
La mayoría de gramáticas tradicionales y el enfoque gramatical mayoritario en la enseñanza de la lengua sigue un enfoque prescriptivo. Es decir, estas gramáticas enumeran formas lingüísticas y expresiones, que son clasificadas como correctas e incorrectas, tratando de dar reglas útiles y clasificar mediante criterios nemotécnicos útiles las listas de formas correctas e incorrectas.
El enfoque tradicional de la gramática, asociado directamente con la perspectiva prescriptiva, tuvo como sello distintivo la exaltación de la lengua escrita, más precisamente, la lengua propia de la literatura y el análisis de los textos clásicos para evitar lo que daría en llamarse la "corrupción del idioma". En este caso, el objeto de estudio fue  la lengua escrita, a tal punto que la Gramática daba en llamarse " el arte de la escritura". Esta Gramática Tradicional también ha sido reconocida como gramática prescriptiva o normativa porque se ocupaba de establecer normas y reglas que determinan las formas correctas en el uso.
Si bien, muchas de las fuentes de la Gramática Tradicional han  desaparecido,  sus orígenes se remontan  a  la Grecia del siglo V y se  continuó hasta los albores del siglo XX. Pese a los cuestionamientos científicos  y de enfoque que ha recibido, algunos teóricos como Noam Chomsky   reivindican algunos aspectos como el hecho de que muchas de sus intuiciones son "básicamente correctas", aunque resulten insuficientes para explicar muchas regularidades.  Uno de los aportes  y avances fundamentales de la Gramática tradicional o normativa fue la "determinación de las categorías gramaticales: el nombre y el verbo fueron definidos como categorías de predicación." 
Desde el punto de vista lingüístico las gramáticas prescriptivas tienen escaso interés, ya que en general los criterios que siguen no tienen una motivación lingüística intrínseca y frecuentemente contradicen los usos reales de la lengua hablada. Su interés es más bien normativo o formal. Es innegable que la estandarización en muchos contextos, incluido el lingüístico puede tener un valor práctico, pero difícilmente un interés científico.

## Enfoque descriptivo
El enfoque descriptivo es el usado en lingüística teórica, en tipología lingüística y en el estudio del lenguaje y la estructura de las lenguas humanas. Este enfoque pretende dar una caracterización lo más completa posible de las formas usadas en una determinada comunidad lingüística, y dar cuenta mediante principios de teóricos de por qué ciertas formas no-ocurren o son consideradas inapropiadas por los hablantes de cierta lengua. Aquí los criterios de aceptabilidad o no-aceptabilidad no están basados en opiniones, tradición, preferencias dialectales o gustos estéticos, sino en razones teóricas profundas. 
En términos de la especialista Ángela Di Tullio en su libro Manual de gramática del español (2010), la gramática moderna es "básicamente la descripción de una lengua". Señala además la importancia de que dentro de este enfoque descriptivo se definan "con precisión sus unidades de análisis, sus criterios y su metodología" enmarcada dentro de una determinada teoría del lenguaje. El gramático,  agrega Di Tullio , " adopta ciertos supuestos teóricos que incluyen cierta concepción  del lenguaje humano, cómo se adquiere el mismo y en qué modo es usado por los hablantes de la comunidad." 
Las gramáticas más modernas en general tienen una mayor tendencia a seguir el enfoque descriptivo, al menos en ciertos aspectos, que las gramáticas antiguas. En parte eso surge, a partir de la convicción de que el cambio lingüístico es un fenómeno natural, inevitable y universal a todas las lenguas naturales.